# Imperator
Imperator, en llatí, era el grau militar equivalent a general. Deriva d'imperare, que significa 'governar', 'manar', i el títol comportava tant el poder civil com el militar. Un pretor, per exemple, quan té imperium, està qualificat per prendre el comandament de l'exèrcit i per presidir un tribunal de justícia.
Originàriament s'usava com un títol sota la República Romana. Més tard va passar a formar part dels títols dels emperadors romans. Quan a Roma hi governaven els reis, el sobirà havia de ser investit com a monarca als comicis curiats, que després li conferien l'imperium.
Durant la República romana, un imperator era un magistrat amb imperium.[3] Però també, sobretot a cap al final de la República i durant les guerres civils, imperator era un títol honorífic que rebien alguns comandants militars. Després d'una victòria especialment important, les tropes d'un exèrcit proclamaven imperator al seu general, una aclamació necessària per poder sol·licitar els honors del triomf al Senat. Després de ser aclamat imperator, el general victoriós tenia el dret d'utilitzar el títol juntament amb el seu nom fins al moment del seu triomf. Llavors renunciava al títol i al seu imperi.
Com que el triomf era l'objectiu de molts comandants romans ambiciosos, la història de la República està plena de casos en què les legions van ser subornades per anomenar el seu comandant imperator. El títol d'imperator el va rebre l'any 90 aC a Luci Juli Cèsar, l'any 84 aC a Gneu Pompeu Magne, l'any 60 aC Juli Cèsar, que era parent de Luci Juli Cèsar, i que l'any 50 aC el va tornar a rebre per les guerres a la Gàl·lia. El 45 aC de nou el va ostentar Juli Cèsar, el 43 aC Dècim Juni Brut Albí i el 41 aC Luci Antoni, germà petit i aliat de Marc Antoni. L'any 15 Germànic Cèsar també va ser imperator durant l'imperi del seu pare adoptiu Tiberi.
Després que August establís l'Imperi Romà, el títol d'imperator es va limitar generalment a l'emperador, tot i que en els primers anys de l'Imperi ocasionalment s'atorgava a membres de la seva família. Com a títol permanent, imperator va ser utilitzat com a praenomen pels emperadors romans que el prenien quan eren proclamats. Després del regnat de Tiberi, l'acte de ser proclamat imperator es va transformar en un acte d'adhesió imperial. De fet, si un general era aclamat per les seves tropes com a imperator, equivalia a una declaració de rebel·lió contra l'emperador governant. Al principi, el terme es va continuar utilitzant en el sentit republicà com a títol de victòria però vinculat al monarca de facto i al cap d'estat, més que al comandant militar real.
Com a títol imperator es va traduir generalment al grec com Autocràtor (αὐτοκράτωρ, "el que es governa a si mateix", terme que també s'utilitzava de vegades com a traducció de dictador romà). No obstant això, aquest títol (juntament amb el de sebastos forma de traducció del títol d'august) s'utilitzava en els textos en llengua grega que feien referència als emperadors romans des de l'establiment de l'Imperi.
A l'est, el títol es va continuar utilitzant a l'Imperi Romà d'Orient, encara que en menor mesura, i molt més cerimonial. En la majoria dels escrits romans d'orient, es prefereix la traducció grega "Autocràtor", però "Imperator" apareix al mosaic de mitjans del segle vii de Constantí IV Pogonat a la basílica de Sant'Apollinare in Classe i en diversos segells de plom del segle ix.